# 학벌
학벌(學閥)과 더불어 학력(學歷)은 학문을 닦아서 얻게 된 사회적 지위나 신분 또는 출신 학교의 사회적 지위나 등급을 뜻한다.

## 정의
표준국어대사전에 따르면 학벌은 다의어로, 학문을 닦아서 얻게 된 계급적인 의미, 학교를 나온 사람끼리 밀어주는 파벌의 의미가 있는데 일본어의 학벌은 후자인 학교 파벌을 의미하지만, 한국에서는 전자를 가리키는 말로 주로 사용한다.
학력이 열등할수록 집안의 가정 환경이 가난하고 학력이 우월할수록 집안의 가정 환경이 부유하다는 통계청 조사가 발표되었다. 학벌(學閥)과 더불어 학력(學歷)이 높으면 사회적 지위가 우월하다 지칭한다. 지배계급은 상대적으로 우월한 학력을 갖추는 경우가 많다.
학벌은 집안의 영향을 많이 받는다. 부모의 재력이 곧 학력이 되며 이 영향으로 서울대학교 출신이나, 아이비 리그 등 명문대 출신자들의 대다수는 부모가 상류층인 경우가 많은 것으로 확인되었다. 반대로 가난한 집안의 자녀들은 학력이 고졸이거나 중졸에 그치는 경우가 많은 것으로 확인되었다.

## 같이 보기
- 계급
- 학교 파벌